# ベレンデン卿
ベレンデン卿（英: Lord Bellenden）は、かつて存在したスコットランド貴族のロード・オブ・パーラメント。政治家ウィリアム・ベレンデンが1661年に叙されたが、7代卿ウィリアム・ベレンデン＝カーの死によって廃絶した。

## 歴史

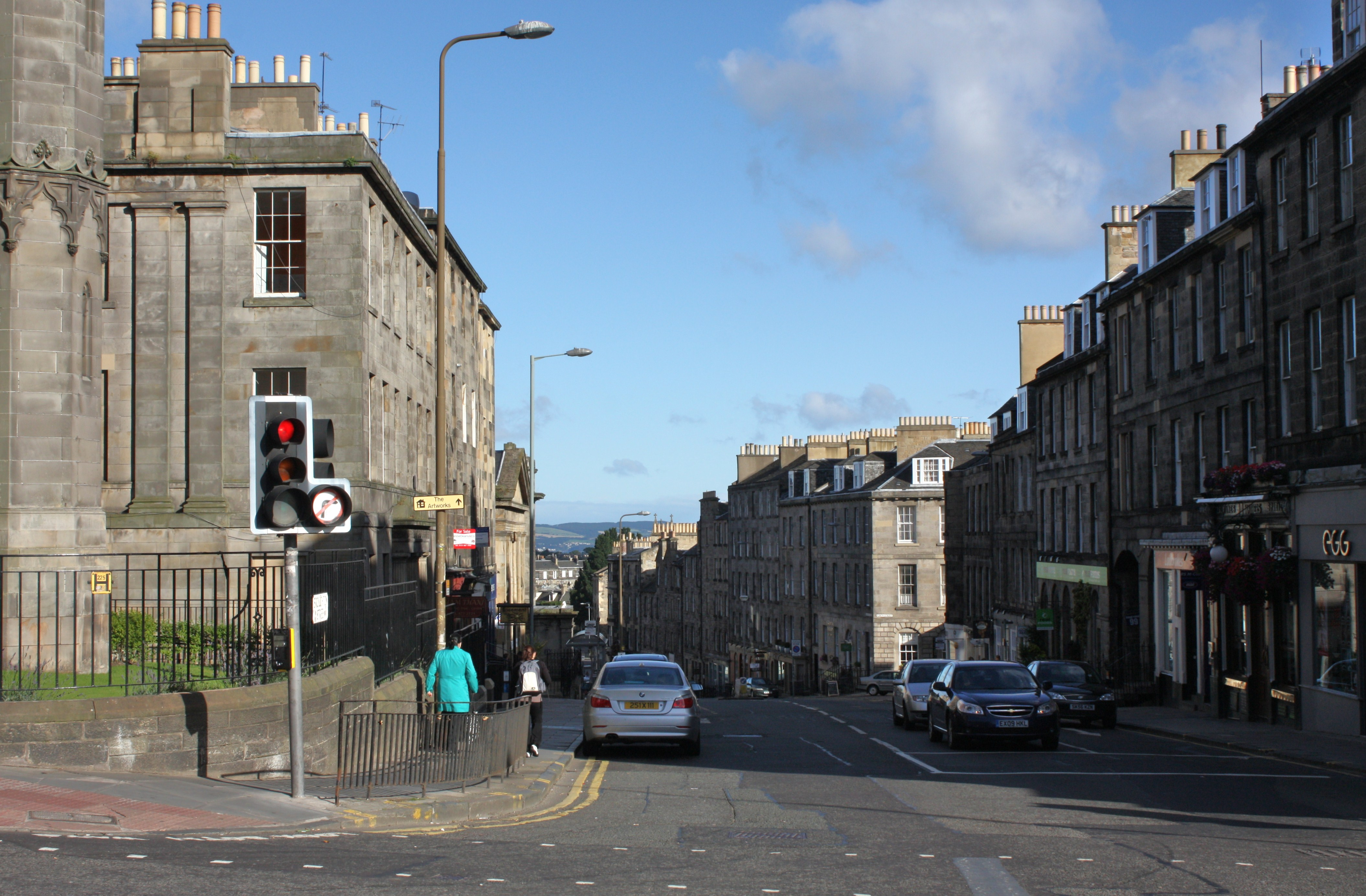
一族の封地ブロートンの現在の様子。フォース湾を挟んでファイフを遠望できる。

その祖ウィリアム・ベレンデン(1604/5-1671)はブロートン自由男爵領(free Barony of Broughton)を擁するベレンデン家の出身である。彼は大蔵卿代理や枢密顧問官を務めた人物で、1663年には以後同家によって世襲されることとなる大蔵省式部官(Usher of the Exchequer)に任じられている。ウィリアムは1661年6月10日にスコットランド貴族としてブロートンのベレンデン卿(Lord Bellenden of Broughton)に叙せられた。彼は死の半年前に遠縁のジョン・カー(?-1707)に卿位を継承させるべく爵位を王冠に返還、死後の1673年に勅許によって追認された。これ以降はジョンの子孫によって卿位は承継された。
2代卿の曾孫にあたる5代卿ジョン(1751-1796)は破産していたため、世襲職の式部官職はスコットランド民事控訴院の命令に基づいて競売に付された。
その叔父の6代卿ロバート(1734-1797)は式部官の世襲権を再認されたが生涯未婚のまま死去したため、卿位は従兄弟のウィリアムに継承された。
7代卿ウィリアム(1728-1805)は卿位継承後の1804年に親族からロクスバラ公爵を継承したため、卿位は公位に従属することとなった。しかし、彼が継承の翌年に子のないまま死去して卿位は廃絶した。一方で、ロクスバラ公爵位は休止となった。

## ベレンデン卿（1661年）
- 初代ベレンデン卿ウィリアム・ベレンデン（英語版） (c.1604–1671)
- 第2代ベレンデン卿ジョン・ベレンデン（英語版） (?-1707)
- 第3代ベレンデン卿ジョン・ベレンデン (1685–1741)
- 第4代ベレンデン卿カー・ベレンデン (1725–1753)
- 第5代ベレンデン卿ジョン・カー・ベレンデン (1751–1796)
- 第6代ベレンデン卿ロバート・ベレンデン (1734–1797)
- 第7代ベレンデン卿ウィリアム・ベレンデン＝カー (1728–1805) (1805年ベレンデン卿位廃絶)

### 註釈
1. ↑  初代卿には子がなかったため、彼は母方のロクスバラ伯爵家の人物を卿位継承者とした。すなわち、2代卿は初代卿の母エリザベスの兄初代ロクスバラ伯爵（英語版）の孫である第2代ロクスバラ伯爵の四男にあたる人物である[2]。